# Metriura striatipes
Metriura striatipes is een spinnensoort uit de familie Dipluridae. De soort komt voor in Brazilië.